# Чонкан, Мария
Мари́я Чо́нкан (рум. Maria Cioncan, 19 июня 1977, Маеру, жудец Бистрица-Нэсэуд, Социалистическая Республика Румыния — 21 января 2007, около Плевена, Болгария) — румынская бегунья на средние дистанции.
На Олимпиаде 2004 года в Афинах на дистанции 1500 метров заняла третье место с личным рекордом, уступив британке Келли Холмс и россиянке Татьяне Томашовой. На дистанции 800 метров финишировала в финале седьмой. Последним соревнованием, в котором выступила Чонкан, стал чемпионат мира в помещении 2006 года в Москве.
21 января 2007 года Мария погибла в автокатастрофе в Болгарии около города Плевен, не справившись с управлением.